# Mala Kotula
Koordinati:   43°52′17″N, 15°26′48″E
Mala Kotula je majhen nenaselje otoček v Jadranskem morju, ki pripada Hrvaški.
Mala Kotula leži severseverozahodno od Velike Kotule, od katere je oddaljena okoli 0,3 km. površina otočka meri 0,012 km². Dolžina obalnega pasu je 0,43 km.